# Esplosione di esano a Louisville del 1981
L'esplosione di esano a Louisville del 1981 è un incidente verificatosi il 13 febbraio 1981 a Louisville, Kentucky, negli USA.
Si è trattato di una serie di esplosioni causate da un accumulo di vapori di esano nella fogna cittadina che hanno distrutto 21 km di rete fognaria e di strade nel centro della città, provocando ingenti danni e ferendo 4 persone. Non ci sono state vittime.
Le esplosioni sono state prodotte dall'innesco di vapori di esano, scaricato da uno stabilimento della Ralston-Purina, situato in Floyd Street, che produceva semi di cotone e soia fin dal 1900.
I lavori di ripristino della rete fognaria e delle vie cittadine sono durati circa due anni.
La Ralston-Purina ha ammesso di aver sversato dell'esano nelle fogne rifiutando però, almeno inizialmente, la responsabilità delle esplosioni e continuando a dichiararsi non responsabile sotto questo punto di vista per alcuni anni. Alla fine l'azienda si è dichiarata colpevole di quattro capi d'accusa per aver violato le leggi ambientali federali e ha pagato 62500 dollari, il massimo della pena pecuniaria prevista
La Ralston-Purina ha inoltre pagato 18 milioni di dollari alla Louisville Metropolitan Sewer District, circa 9 milioni a 17000 attori diversi per chiudere una causa legale legata alle esplosioni nel 1984, 4 milioni di dollari al comune di Louisville e 2 milioni di dollari per danni a terzi al di fuori di cause legali.

## L'incidente
Lo stabilimento della Ralston-Purina utilizzava esano come solvente per estrarre olio dai semi di soia, e l'impianto comprendeva un sistema di contenimento che permetteva di riciclare all'impianto l'esano già utilizzato.
La notte precedente all'incidente il sistema di contenimento non era in funzione, e di conseguenza una grossa quantità di esano è stata scaricata nella fogna cittadina. Secondo le stime del Government Accountability Office e dell'American Society of Civil Engineers, la quantità di esano scaricato era superiore ai 10000 litri, sebbene tali cifre siano state contestate dall'azienda
In seguito allo sversamento l'esano ha cominciato a evaporare all'interno delle fogne, e i vapori hanno cominciato a filtrare fuori attraverso i tombini

### Cronologia dell'incidente
All'1:30 circa del mattino del 13 febbraio 1981 l'azienda ha convocato un ispettore informandolo che si era verificata una perdita di esano dall'impianto. L'ispettore ha quindi ispezionato lo stabilimento e le vie attigue per verificare la presenza di vapori infiammabili, ma senza rilevare problemi seri. Tuttavia le circostanze in cui si è svolta la visita ispettiva e la quantità di informazioni passate all'ispettore sono state messe in discussione durante la successiva inchiesta.
Intorno alle 5:16 del mattino, una serie di esplosioni ha squarciato alcune vie del centro storico di Louisville nella sua parte sud, nei pressi dell'Università. Dall'inchiesta è emerso che i vapori di esano sono stati innescati da una scintilla prodotta da un'auto di passaggio all'incrocio tra la 12th Street e Hill Street. L'auto trasportava due donne che si stavano recando al lavoro nell'ospedale vicino, e la forza dell'esplosione ha rovesciato la macchina e ridotto la via in macerie. Alcuni poliziotti che stavano sorvolando la zona in elicottero in quel momento hanno riportato che la via sembrava sotto un bombardamento.
Le esplosioni hanno distrutto circa 21 km di rete fognaria compreso l'intero tratto del condotto principale, lungo circa 3 km e di diametro compreso tra i 2 e i 3 metri e mezzo. 
Numerosi coperchi dei tombini sono stati sparati in aria dalle esplosioni. Uno di questi coperchi ha perforato le solette di un edificio di tre piani di Second Street fino al tetto, mentre un altro è atterrato dentro una casa all'angolo tra la Nineth Street e Hill Street mancando per poco un ragazzino.
Le vie attraversate dai condotti fognari sono state distrutte, con buche fino a 12 m di profondità e danni alle condutture idriche e del gas, le cui riparazioni hanno richiesto settimane.
Durante il giorno fumi e vapori potenzialmente ancora esplosivi hanno continuato ad accumularsi nei tratti fognari di alcune aree, che sono state evacuate. Una di queste aree era occupata da una raffineria della Ashland Oil, i cui operatori sono però riusciti a evacuare i vapori dalla fogna.
Alle 3:45 del pomeriggio è avvenuta l'ultima esplosione, che ha fatto saltare in aria il coperchio di un tombino all'incrocio tra Second Street e Burnett Avenue..
L'Università, le altre scuole e le attività commerciale della zona sono rimasti chiusi per periodi variabili dopo le esplosioni, e numerose abitazioni sono rimaste senza gas e riscaldamento. La Kentucky Army National Guard è intervenuta per controllare l'area danneggiata, dichiarata area disastrata dal Presidente Ronald Reagan, che ha visto l'evacuazione di circa 2 000 abitanti mentre altri 23000 sono rimasti senza acqua e scarichi idrici.
Pesanti piogge sopravvenute nei giorni successivi hanno peggiorato i danni causati dall'incidente.

## Il dopo incidente
In seguito all'incidente la Ralston-Purina ha investito oltre 2 milioni di dollari per la ricostruzione del suo sito produttivo nel 1983.
Nel 1985 la città di Louisville e la Contea di Jefferson hanno approvato un'ordinanza che dava al Louisville Metropolitan Sewer District il potere di regolare la gestione dei materiali pericolosi.
L'incidente è stato citato da organi quali l'American Society of Civil Engineers e il Government Accountability Office come esempio della necessità di migliorare il livello di sicurezza dei sistemi delle acque reflue negli Stati Uniti, e dalla Agenzia per la protezione dell'ambiente americana come esempio dei pericoli associati allo scarico in fogna di rifiuti pericolosi.
L'incidente di Louisville è stato oggetto di numerosi articoli, in pubblicazioni quali Environmental Geology e Journal of the American Oil Chemists' Society.
La Ralston-Purina ha venduto lo stabilimento nel 1984 all'Università di Louisville, che infine ha demolito il sito nel 2014.